# 維索凱 (托馬基夫卡市鎮)
47°45′44″N 34°51′1″E / 47.76222°N 34.85028°E
维索凯（烏克蘭語：Високе），2016年之前为沃洛德米里夫卡（烏克蘭語：Володимирівка），是烏克蘭中部第聶伯羅彼得羅夫斯克州尼科波爾區托馬基夫卡市鎮的村落。面積1.612平方公里，海拔高度110米，2001年人口1,612。